# Corvus palmarum
Il corvo delle palme o cornacchia delle palme (Corvus palmarum Württemberg, 1835) è un uccello passeriforme della famiglia Corvidae.

## Etimologia
Il nome scientifico della specie, palmarum, deriva dal latino e significa "delle palme": il nome comune altro non è che la traduzione di quello scientifico.

## Descrizione

### Dimensioni
Misura 34-38 cm di lunghezza, per 263-315 g di peso: a parità d'età, i maschi sono più grossi e pesanti anche di un terzo rispetto alle femmine.

### Aspetto
Si tratta di uccelli dall'aspetto robusto e slanciato, muniti di testa squadrata, becco piuttosto corto se paragonato alle altre specie di corvo, massiccio, conico e lievemente ricurvo verso il basso, collo robusto, ali lunghe e digitate, zampe lunghe e forti e coda piuttosto lunga e dall'estremità squadrata.
Il piumaggio si presenta interamente nero e lucido, con presenza di riflessi metallici su testa e corpo.

I due sessi sono del tutto simili fra loro nella colorazione.
Il becco e le zampe sono di colore nero: gli occhi sono invece di colore bruno scuro.

## Biologia
Si tratta di uccelli dalle abitudini diurne e sociali, che passano la maggior parte della giornata al suolo o fra i rami di alberi e cespugli alla ricerca di cibo, muovendosi da soli, in coppie o in gruppetti familiari, mentre nel tardo pomeriggio si riuniscono in stormi fra i rami degli alberi per passare la notte al riparo dalle intemperie e da eventuali predatori.
Similmente agli altri corvidi, anche il corvo delle palme è un uccello molto vocale e chiassoso: i richiami di questi uccelli sono piuttosto monotoni, aspri, nasali e simili a quelli della cornacchia americana, suonando all'ncirca come cao (che è poi il nome comune del corvo delle palme in spagnolo della Repubblica Dominicana).

### Alimentazione
Si tratta di uccelli onnivori nei quali la componente carnivoro/insettivora della dieta (rappresentata da insetti ed altri invertebrati, larve e sporadicamente anche piccoli vertebrati, oltre a carcasse e rifiuti quando se ne presenta l'occasione) predomina su quella vegetariana (costituita da semi e granaglie, bacche, frutta e pinoli).

### Riproduzione
Mancano dati sulla riproduzione di questi uccelli, la quale molto verosimilmente non deve differire in maniera significativa, per modalità e tempistica, da quanto osservabile fra gli altri corvi.

## Distribuzione e habitat
La cornacchia delle palme è endemica dell'isola di Hispaniola, della quale popola le aree montuose del nord (Cordillera Septentrional), del centro (Cordillera Central) e del sud-est (Massif de la Selle), oltre che attorno al lago Enriquillo.
L'habitat di questi uccelli è rappresentato dalle pinete montane e collinari, con presenza di macchie arbustive più o meno estese.

## Tassonomia
In passato, la cornacchia delle palme di Cuba veniva considerata una sottospecie della cornacchia delle palme, col nome di C. palmarum minutus: mentre alcuni autori continuano a ritenere corretta tale classificazione, in genere si ritiene più accurato separare le due popolazioni (che invero presentano solo lievi differenze a livello genetico, morfologico e vocale) trattandole come specie monotipiche a sé stanti, sorelle del corvo pescatore.